# Obereopsis minutissima
Obereopsis minutissima är en skalbaggsart som beskrevs av Stefan von Breuning 1950. Obereopsis minutissima ingår i släktet Obereopsis och familjen långhorningar.
Artens utbredningsområde är Kenya. Inga underarter finns listade i Catalogue of Life.